# Hössna
Hössna is een plaats in de gemeente Ulricehamn in het landschap Västergötland en de provincie Västra Götalands län in Zweden. De plaats heeft 94 inwoners (2005) en een oppervlakte van 16 hectare.